# شتوبايتال (وادي)

وادي شتوبايتال وجبل شتوباي الجليدي في تيرول, النمسا

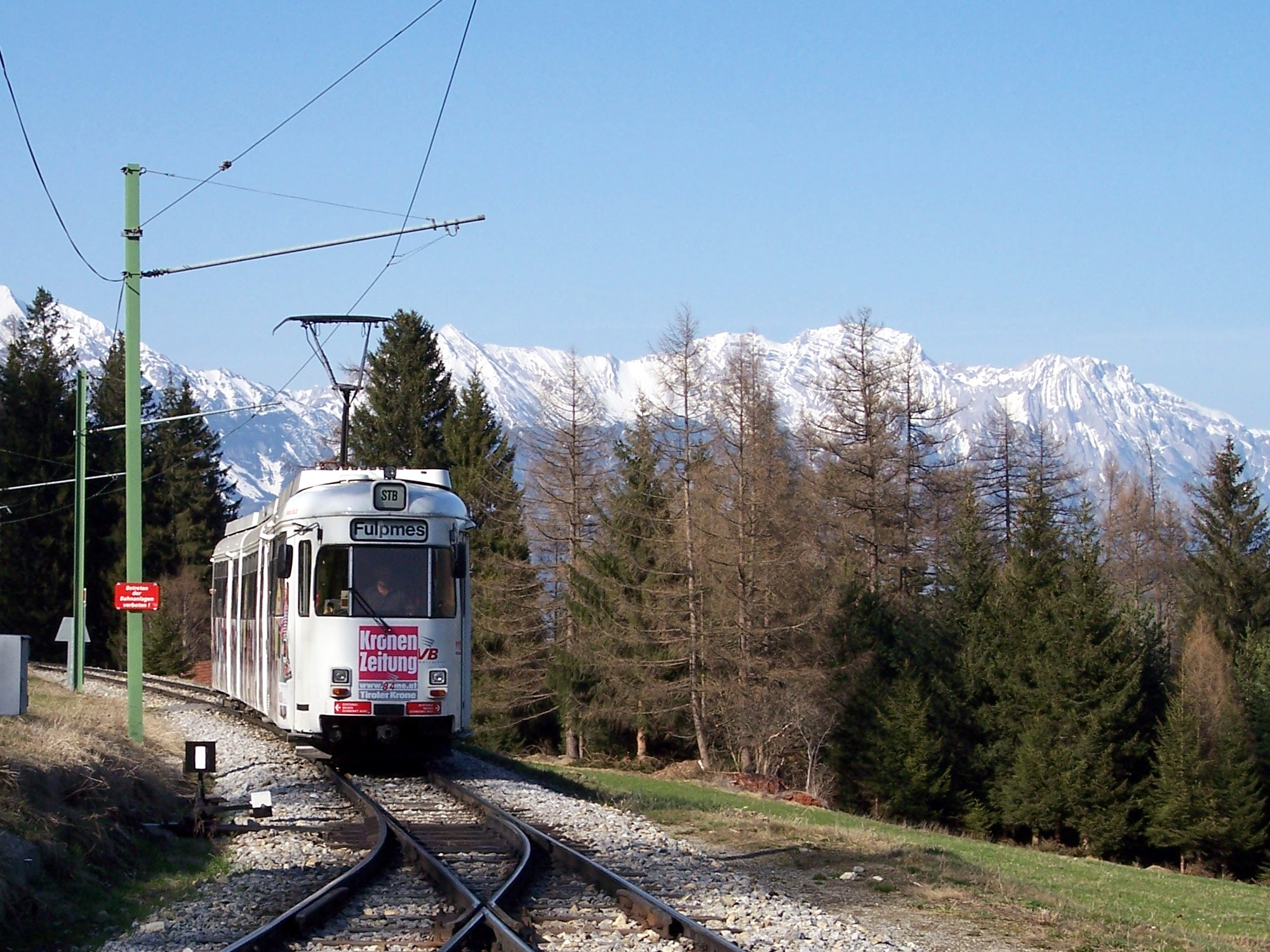
ترام وادي شتوبايتال STB

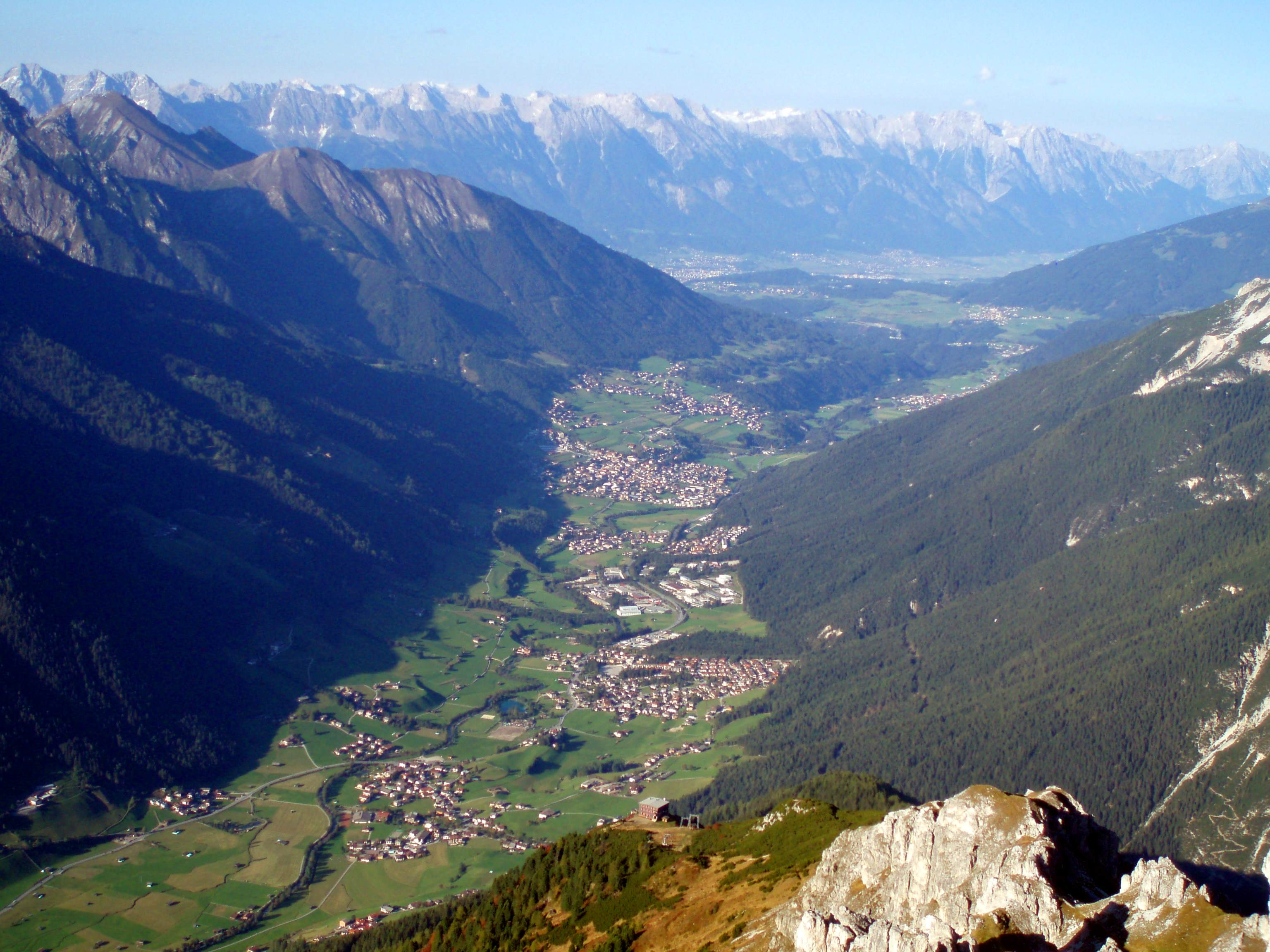
منظر لوادي شتوبايتال، تظهر البلدات في المركز و السلسلة الشمالية في إنسبروك في الخلف

شتوبايتال هو وادي داخل سلسلة جبال الألب في ولاية تيرول، النمساوية. يتدفق النهر رويتس عبر الوادي.
يمتد وادي شتوبايتال بطول 40 كم في الجزء الجنوبي من منطقة إنسبروك لاند بالقرب من إنسبروك. باتجاه فولبمس، تقع البلدات على السفوح على جانبي نهر رويتس. تدمج السفوح في فولبمس لتشكل قاع الوادي ويتابع إلى جنوب مدينة نويشتيفت في شتوبايتال الرئيسية. تعمل قطارات شركة ÖBB من الكهرباء المنتجة من محطة الطاقة الكهرومائية  16-MW الواقعة في فولبمس. السينما فيفولبمس لاتزال تستخدم أقدم وسائل العرض السينمائي في النمسا.[بحاجة لمصدر]
البلديات في وادي تشمل شونبيرغ في شتوبايتال، ميدرز، تلفس في شتوبايتال، فولبمس ونويشتيفت في شتوبايتال. وسائل النقل العام عبر شتوبايتال متاحة من انسبروك إلى الوادي ضمن مسار الحافلة 590 وترام وادي شتوبايتال STB.
يوجد في نهاية وادي شتوبايتال جبل شتوباي الجليدي الذي يستخدم للتزلج.
إحداثيات: 47°10′00″N 11°19′00″E / 47.1667°N 11.3167°E